# Flakeberg
Flakeberg är en tidigare småort i Grästorps kommun i Västra Götalands län och kyrkbyn i Flakebergs socken. 2015 hade folkmängden i området minskat och småorten upplöstes.
I Flakeberg finns Flakebergs kyrka och den numera nedlagda Flakebergs station på Älvsborgsbanan, 5 km öster om Grästorp.

## Historik
Vid installation av centralvärme i kyrkan 1937 påträffades alldeles utanför kyrkväggen en jättegryta nära tre meter djup och 1,7 meter i diameter. Jättegrytan innehöll ett stort antal av inlandsisen välslipade stenar. Dessa har sparats i anslutning till jättegrytan.
Till i mitten på 1900-talet fanns här post, järnvägsstation, två lanthandlar, skomakeri, mejeri och spannmålshandel.